# Carreaux de Delft
Pour les articles homonymes, voir Carreau.

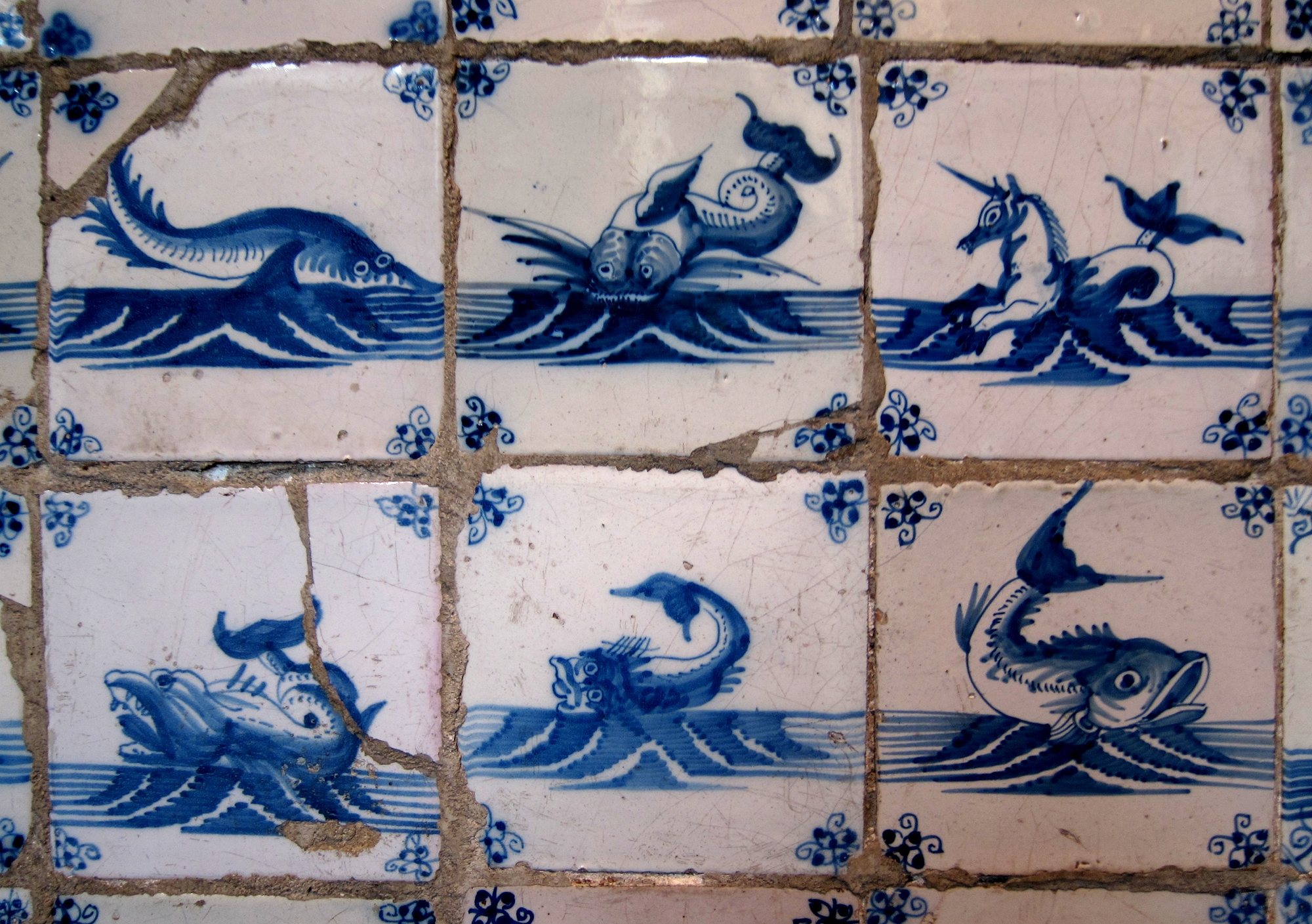
Carreaux de Delft à l'Hospice Comtesse à Lille

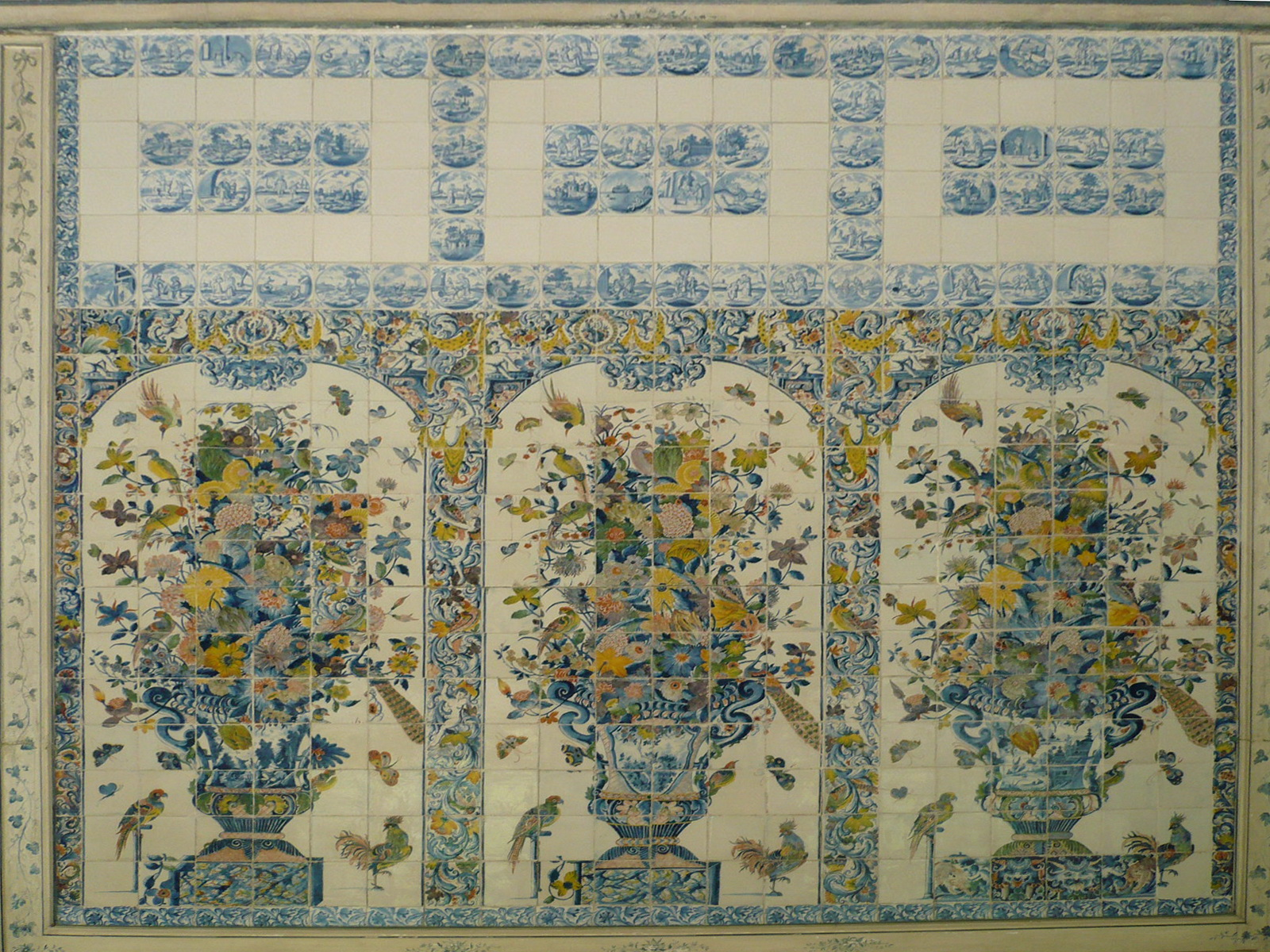
Panneaux du palais d'Amalienburg à Munich

On nomme carreaux de Delft les carreaux de faïence produits dans la ville de Delft à partir du XVIIe siècle. Par extension, on nomme également ainsi l'ensemble des carreaux fabriqués aux Pays-Bas, que ce soit en Frise, à Utrecht, ou à Rotterdam, voire dans le nord de la France, en Belgique, et en Angleterre.
Ces carreaux mesurent en général entre 13 et 14 cm de côté ; ils comportent le plus souvent 4 petits motifs d'angle qui entourent un élément central : paysage, fleur, scène biblique, animal, etc. Un ensemble de carreaux forme parfois un tableau représentant un paysage, une scène de genre, une marine, ou le portrait d'un personnage célèbre.

## Histoire
Les premiers carreaux hollandais furent peints en polychromie à Anvers, dans le goût de la majolique italienne. C'est au cours du XVIIe siècle, sous l'influence des porcelaines bleues et blanches venues de Chine grâce à la Compagnie néerlandaise des Indes orientales, que les carreaux devinrent bleus et blancs de façon prépondérante.
De nombreuses résidences princières et demeures patriciennes d'Europe des XVIIe et XVIIIe siècles ont encore des murs et des sols ornés de carreaux de Delft. Les plus remarquables ensembles visibles de nos jours sont le château de Nymphenburg à Munich et le palais Menchikov à Saint-Pétersbourg. En France on peut admirer la salle de bains du comte de Toulouse au château de Rambouillet et le pavement du château de Beauregard (Loir-et-Cher).
La première construction que Louis XIV fit construire à Trianon était recouverte de carreaux de Delft : le Trianon de porcelaine.
L'ex-roi de Pologne et duc de Lorraine Stanislas a fait orner une partie de son château de La Malgrange (près de Nancy) avec des carreaux de Delft. Malheureusement, cette partie du château a été détruite. Quelques carreaux ont été conservés.

## Carreaux dits «de Delft» en situation

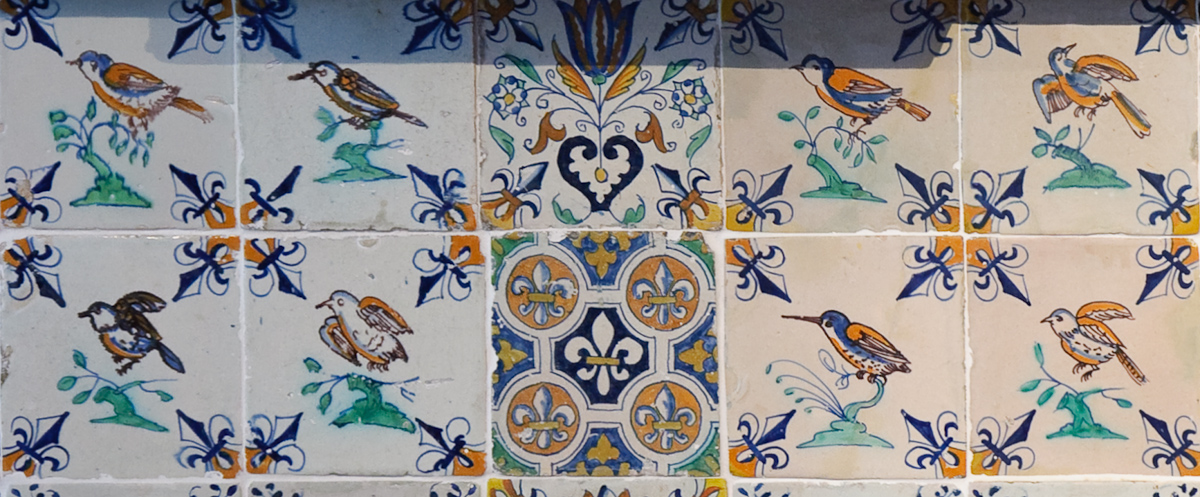
Musée de la Frise, Leeuwarden, Pays-Bas.
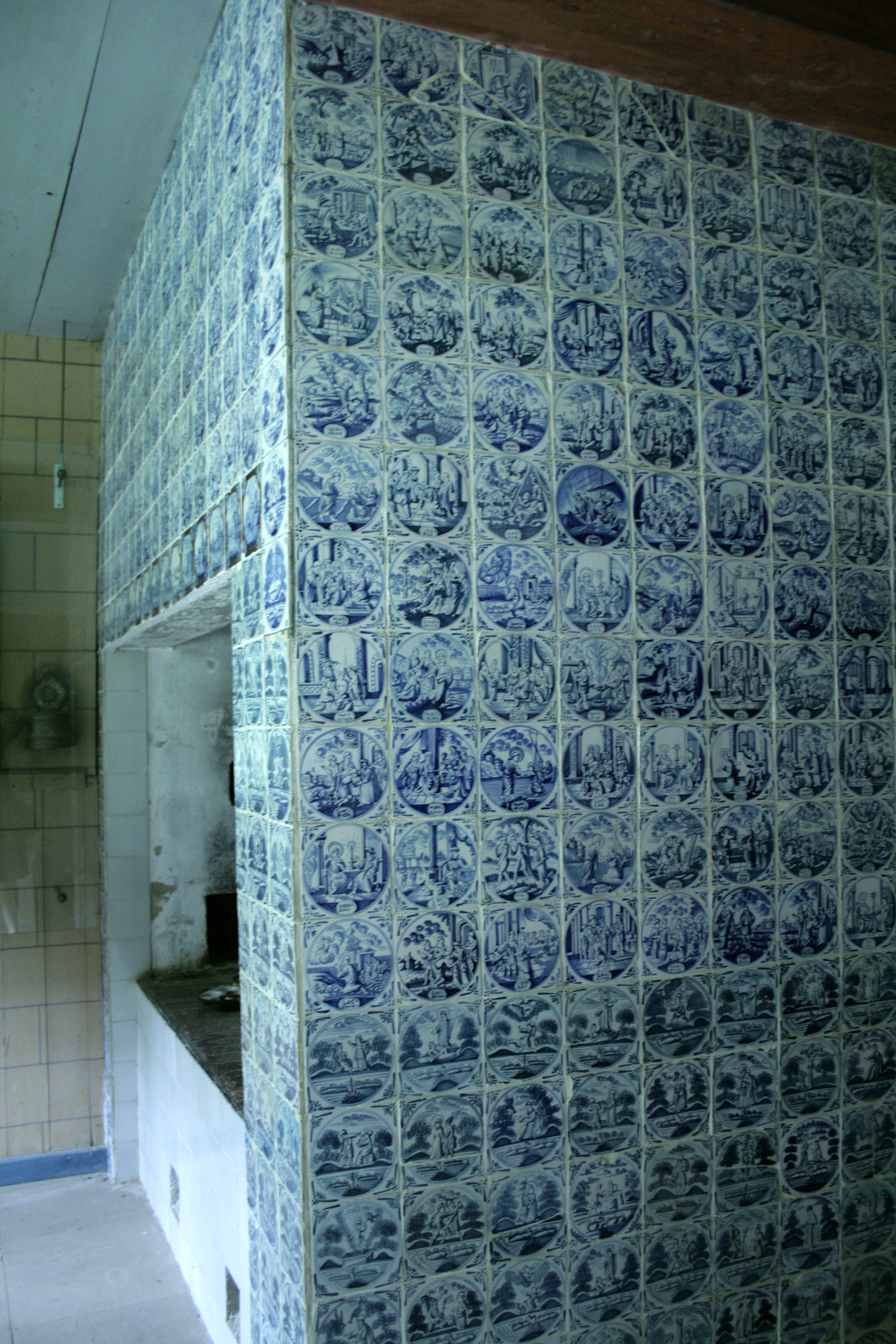
Carreaux avec scènes bibliques au Musée de Molfsee, Allemagne
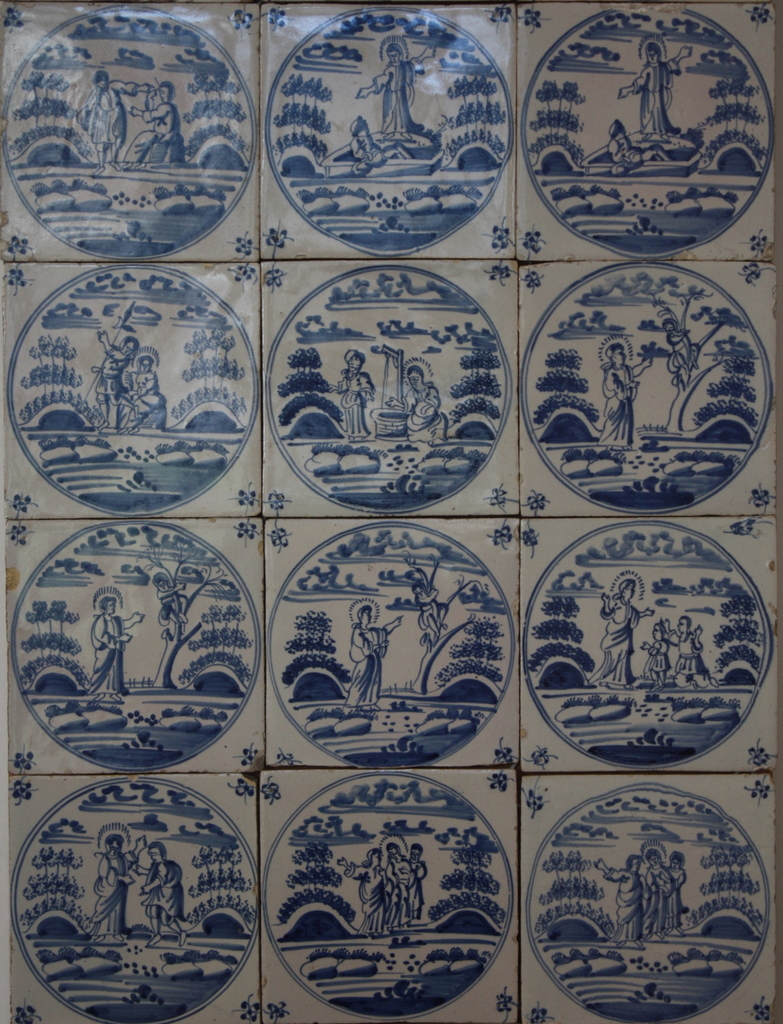
Carreaux bibliques, Musée de Gdańsk, Pologne.
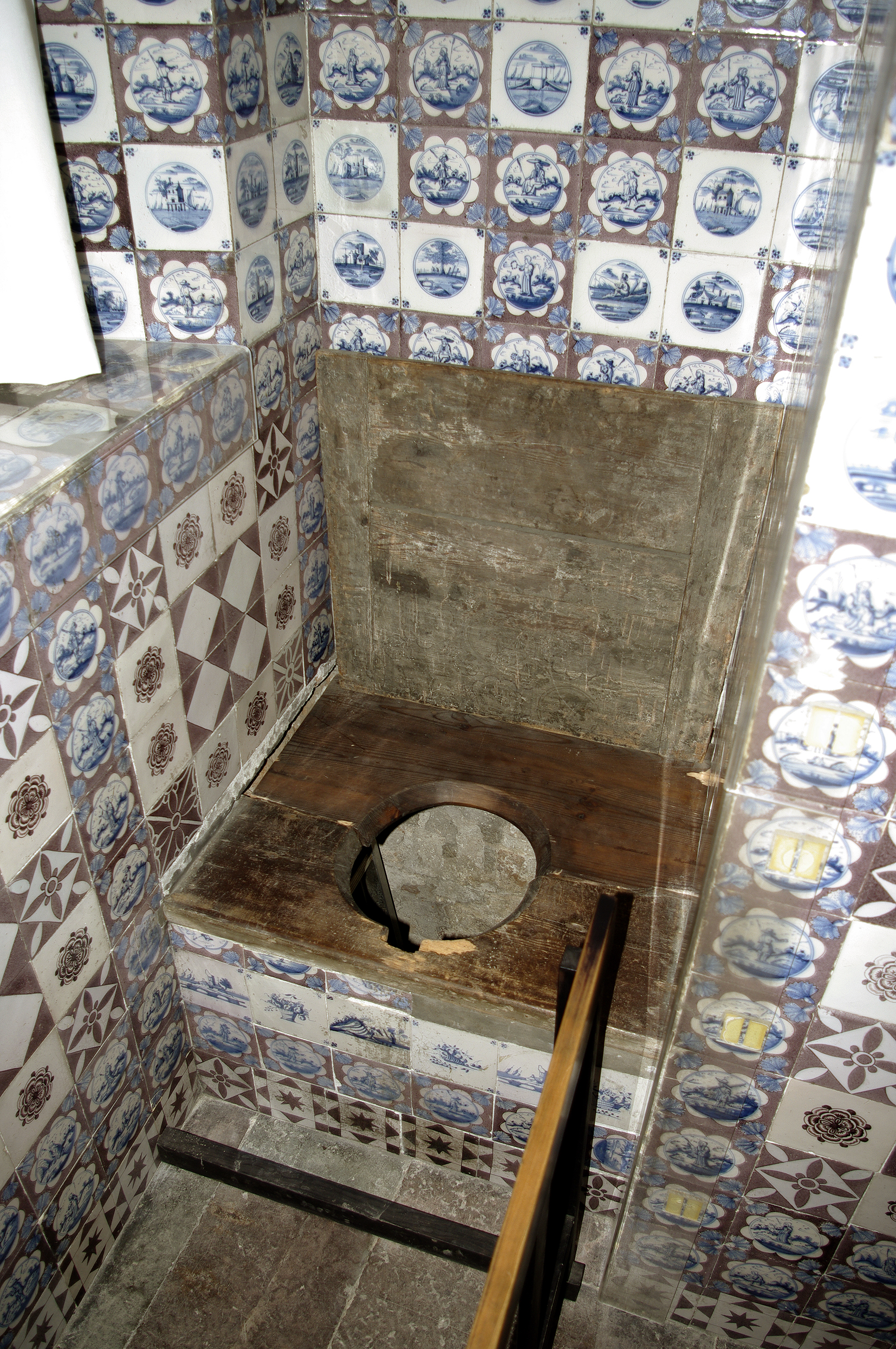
Toilettes du Château de Rosenborg à Copenhague.
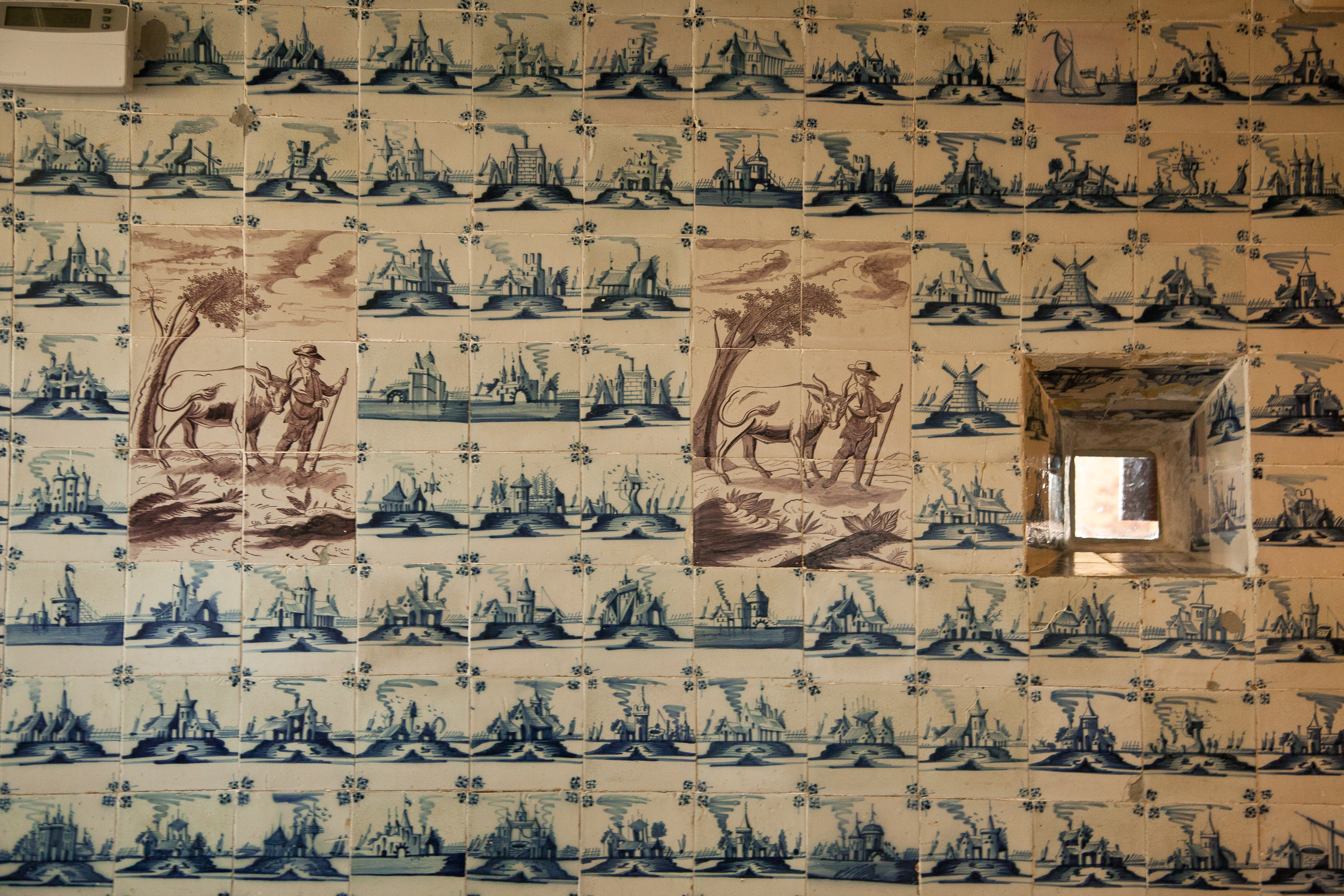
Intérieur de ferme à Hoogland, près d'Utrecht.
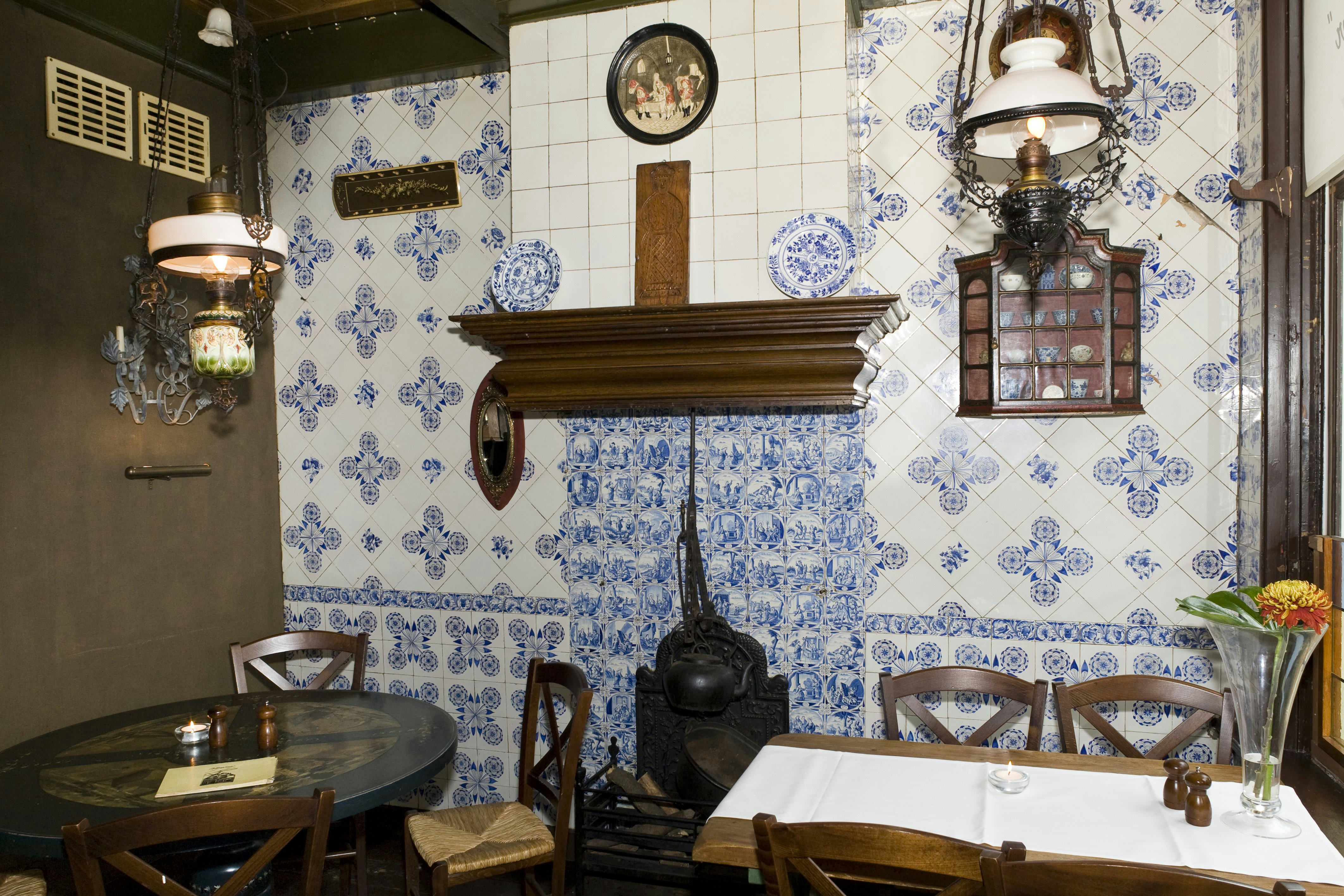
Intérieur d'un bistro à Sneek, en Frise.
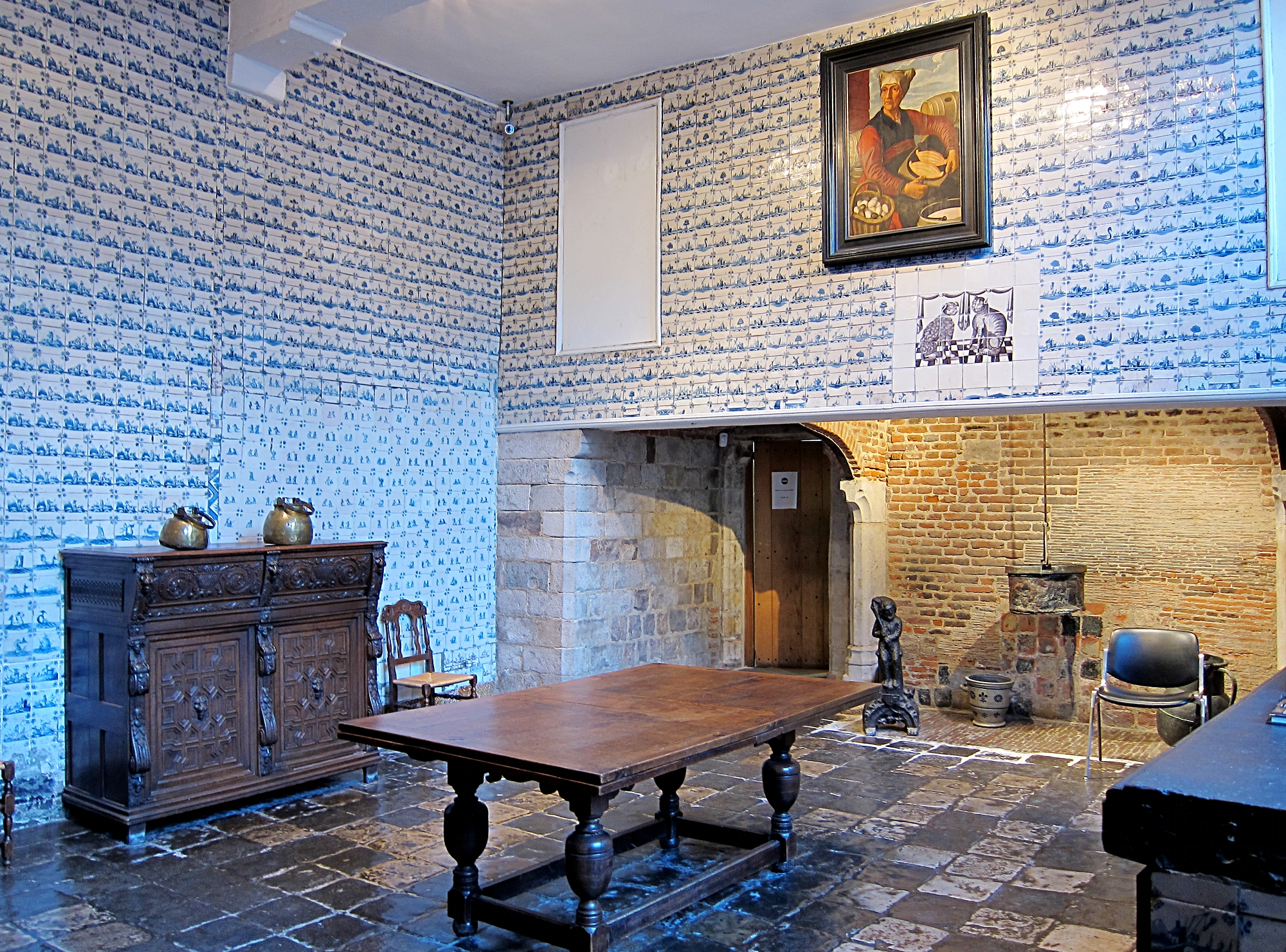
Cuisine de l'Hospice Comtesse, Lille.
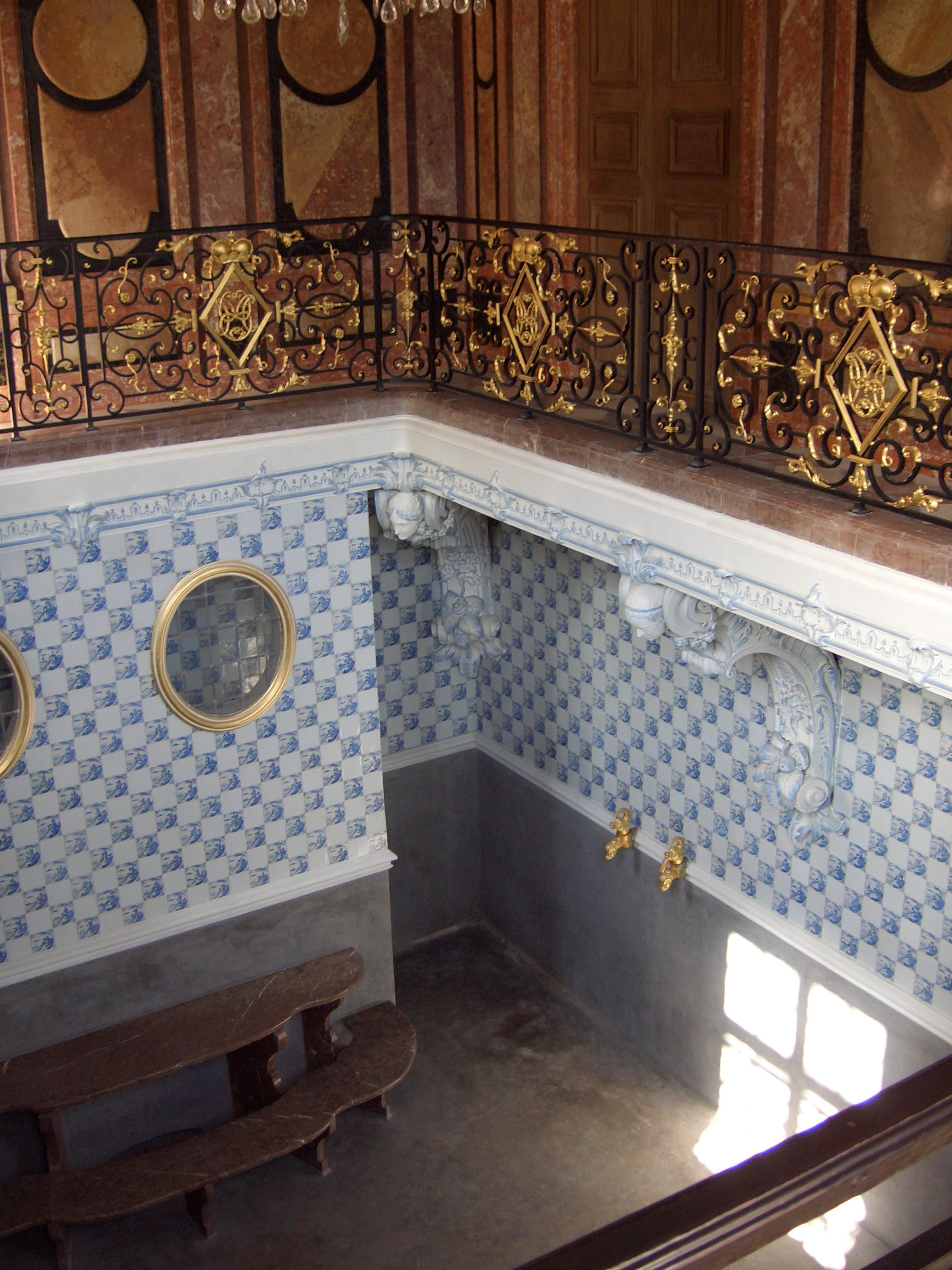
Piscine du château de Nymphenburg, à Munich.
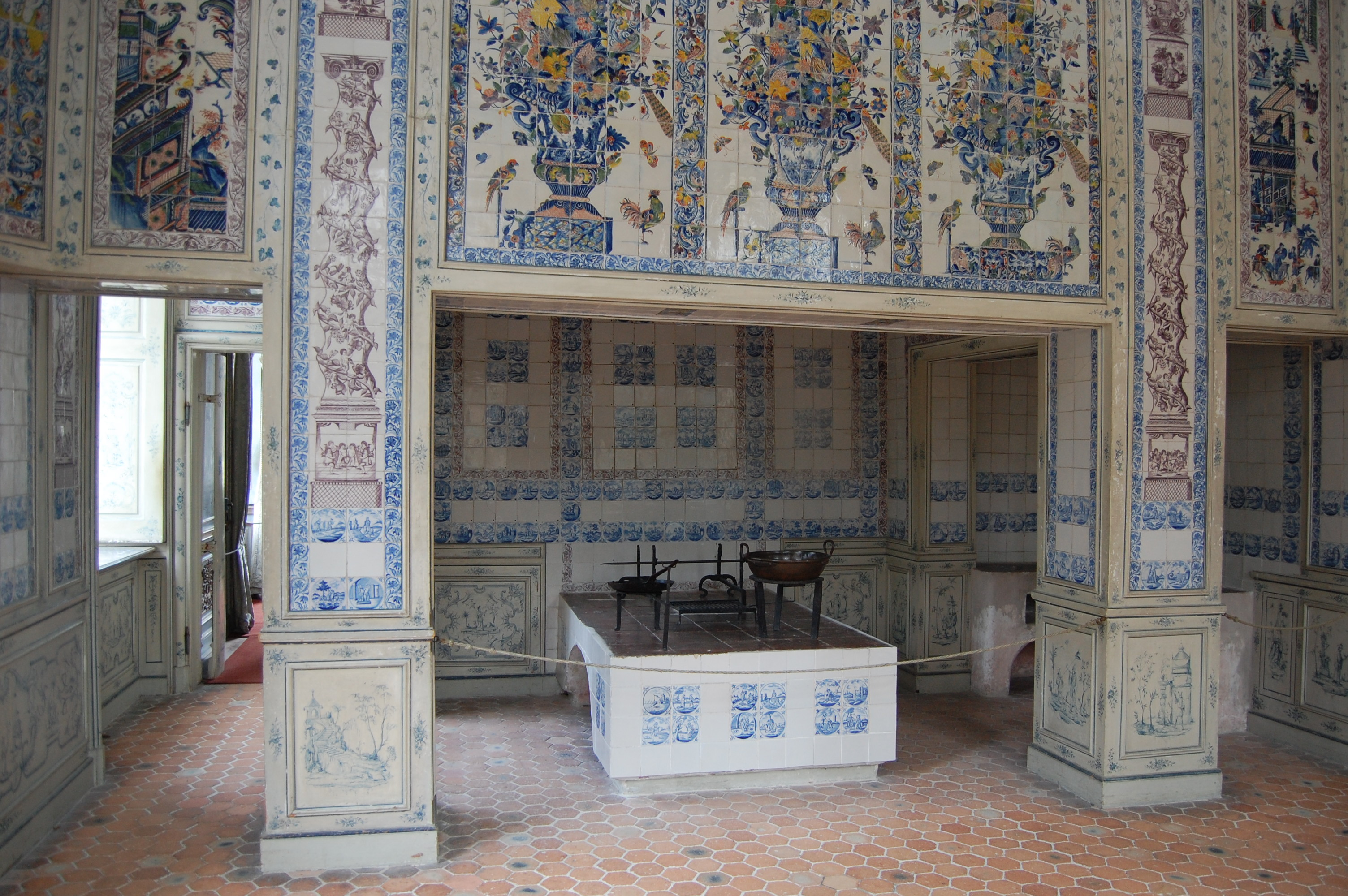
Cuisine de l'Amalienburg, château de Nymphenburg.
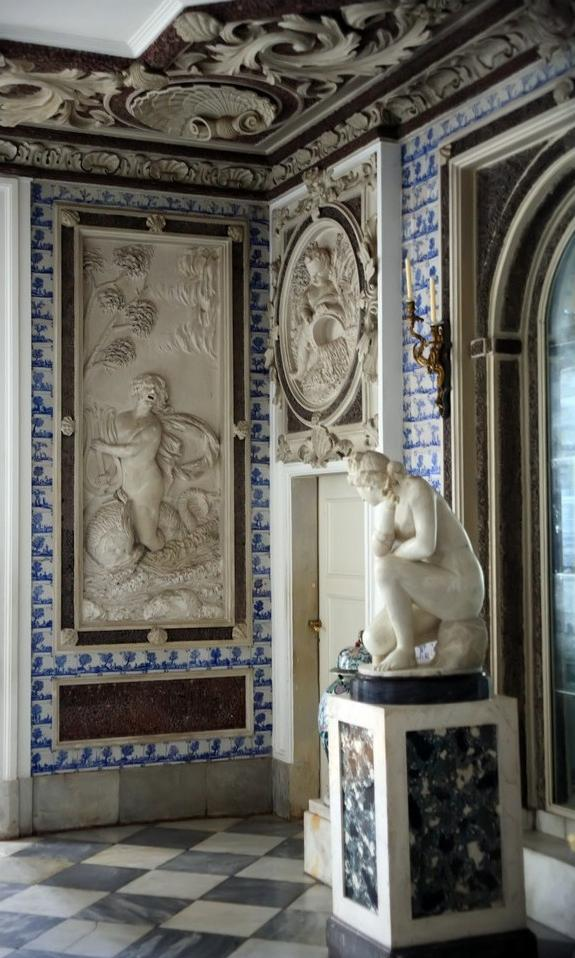
Salle des bains, château de Lazienki Krolewskie, Pologne.
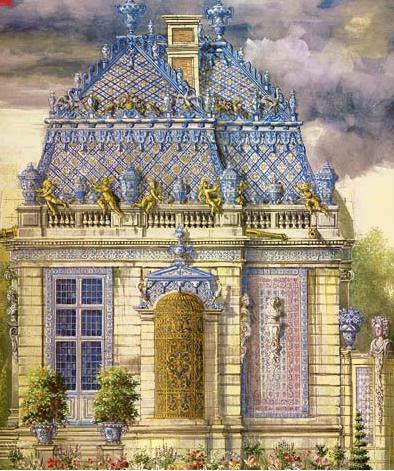
Reconstitution du Trianon de porcelaine.
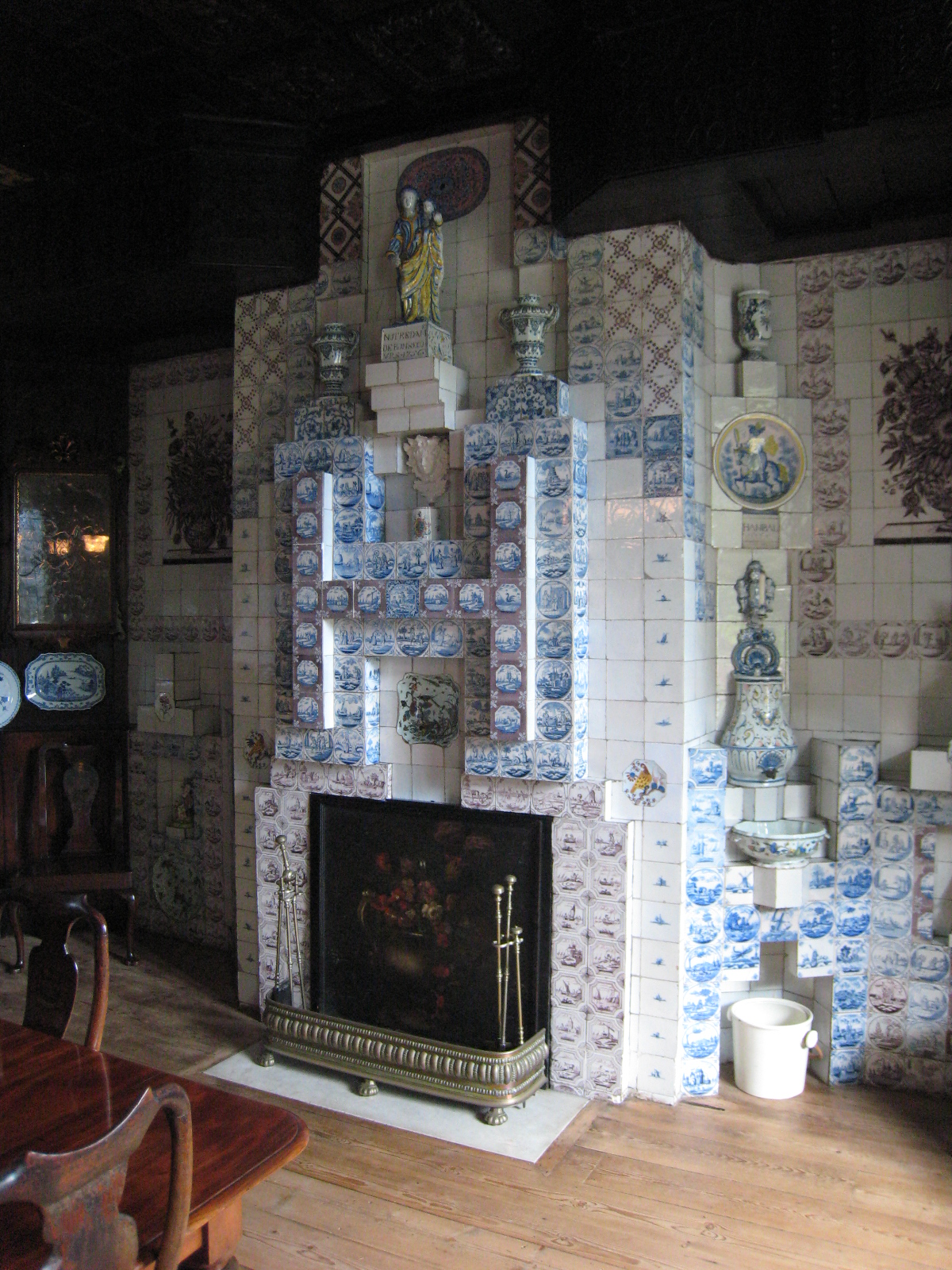
Cheminée de Hauteville House, maison de Victor Hugo à Guernesey, 1860.
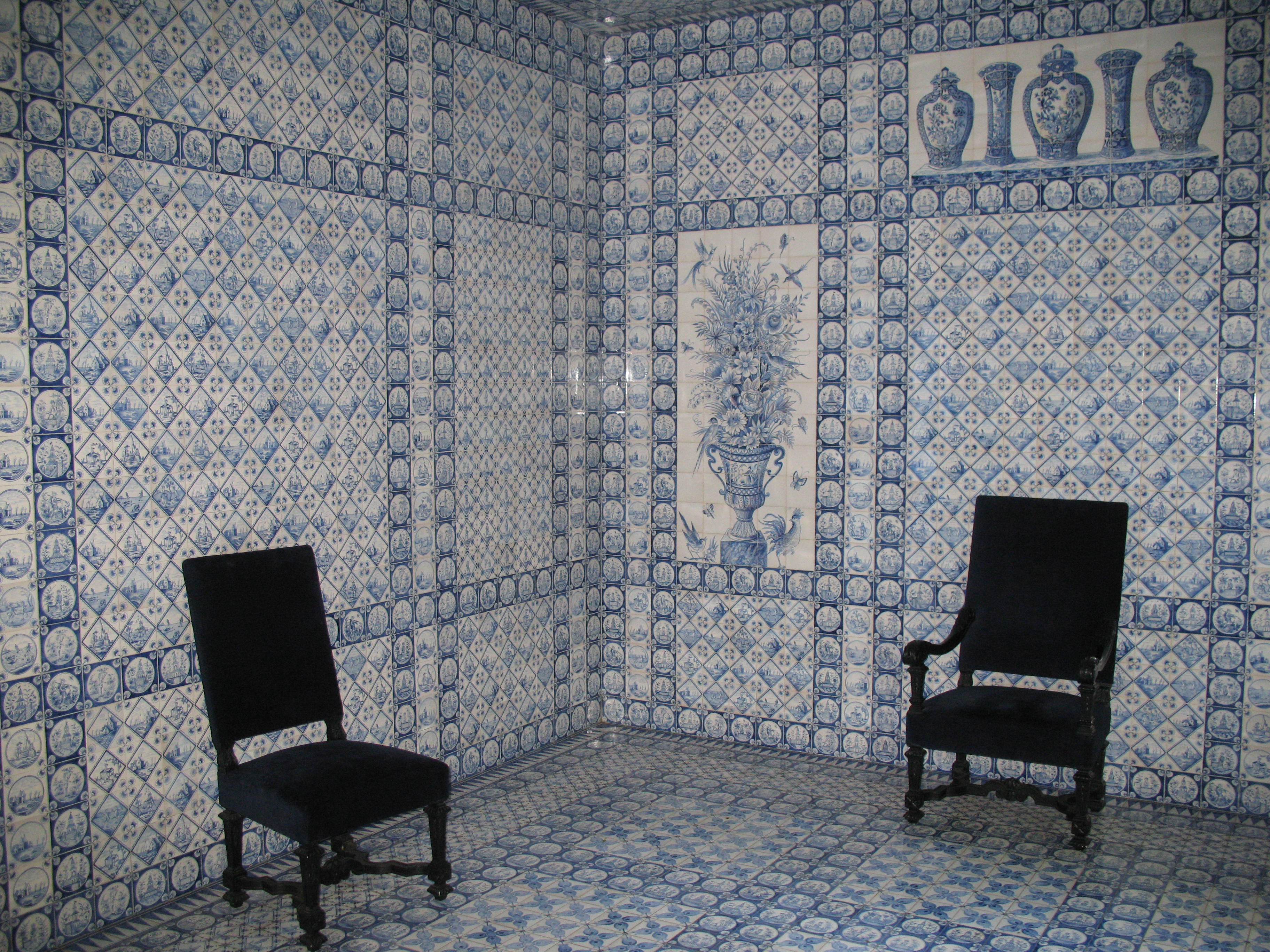
Château de Groussay à Montfort-l'Amaury ; tente tartare édifiée en 1960 avec 10 000 carreaux.

## Artistes reconnus
- Cornelis Boumeester : célèbre peintre et faïencier hollandais ayant vécu au XVIIe siècle aux Provinces Unies. Pour ses faïences, il fut reconnu de son vivant et diffusé largement dans tout l'Occident grâce à la Compagnie des Indes orientales qui exportait les faïences de Delft produites dans son atelier de Rotterdam.

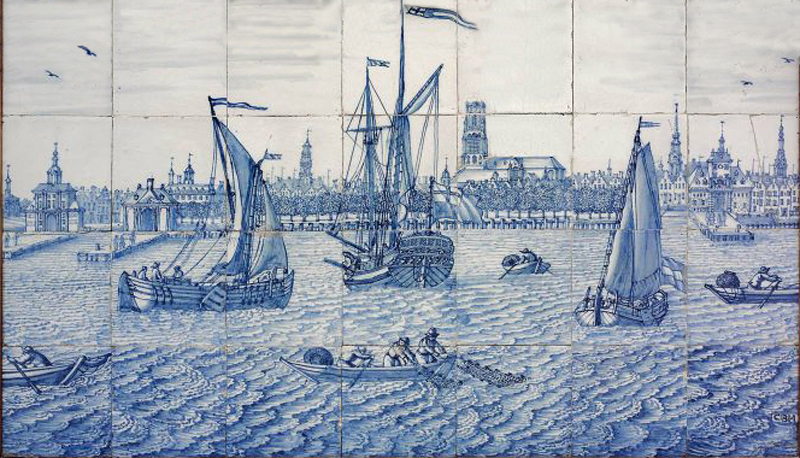
Vue de Rotterdam, musée de Boston.
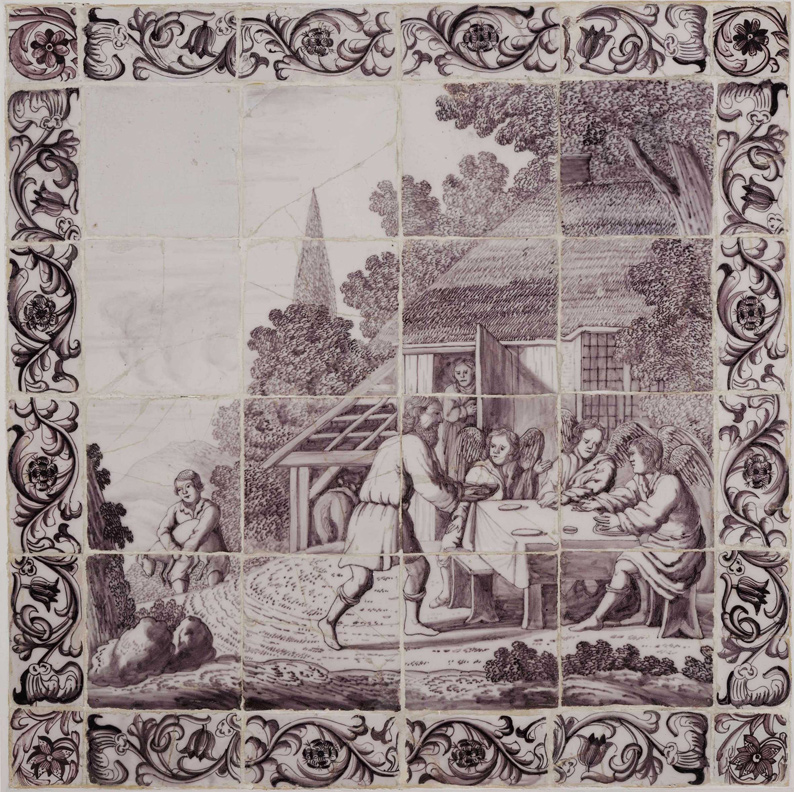
Abraham et les 3 anges (Genèse 18, 1-11), Musée De Lakenhal, Leyde.
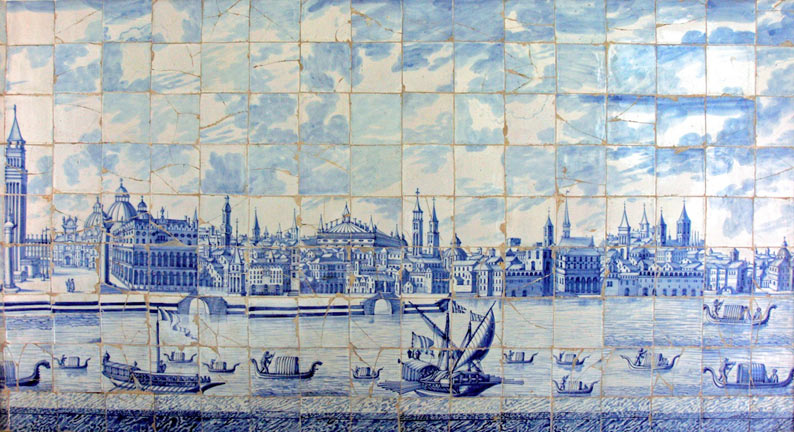
Vue de Venise attribuée à Cornelis Boumeester. Palais Saldanhas, Lisbonne.

## Analyse d'une œuvre

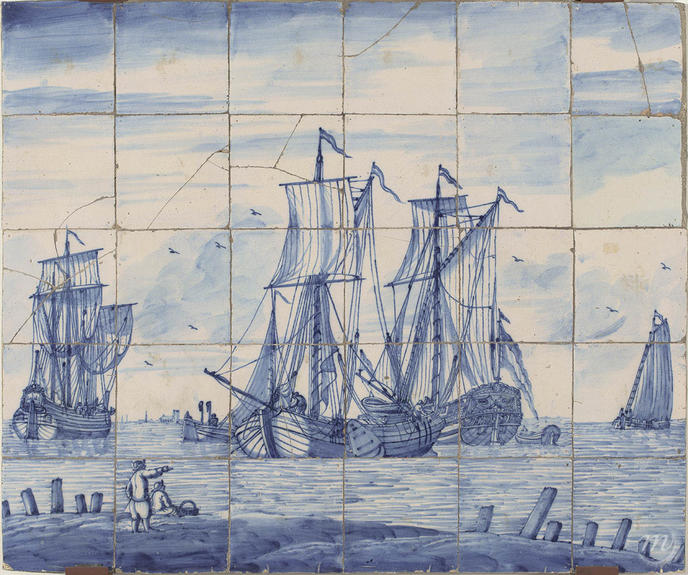
Marine de 30 carreaux, Cornelis Boumeester.

Cette œuvre est une marine exposée au Palais des Beaux-Arts de Lille. Il s’agit d’une réalisation par l’atelier de Cornelis Boumeester, qui réalisa beaucoup d’autres marines. En effet, il s’agit d’un atelier de Rotterdam. À l’époque, fin XVIIe siècle, la Hollande possède la première marine du Monde et Cornelis Boomester reproduit ainsi beaucoup de scènes côtières ou de ports européens. Ici ce tableau est un carreau réalisé grâce à la technique dit du Bleu de Delft.
La faïence est réalisée grâce à de l’étain liquide, recouvert par une mince couche de glaçure de plomb transparent.
Ici, il s’agit d’une marine constituée de 30 carreaux. Les techniques de production de l’époque ne peuvent réaliser une seule pièce, il faut donc réunir 30 carreaux de taille plus modeste et similaire pour former l’ensemble du tableau.
La composition est typique de Cornelis Boomester. Dans le quart bas, il y a un fronton en bord de mer, où deux personnages relativement petits sont dessinés. Il s’agit de la première ligne de force horizontale du tableau. La seconde ligne de force est l’horizon. Souvent chez Boomester, l’horizon est la monstration du port en lui-même. Le ciel et la mer se partagent les trois-quarts du tableau afin de glorifier les embarcations représentées.
Cette œuvre utilise le contraste entre le bleu et le blanc de la faïence. On remarque que le bleu est nuancé ou accentué pour dessiner les traits de la peinture.
Les embarcations tiennent un rôle central et sont représentées avec une très grande minutie. On compte trois grandes embarcations accompagnées de plus petites. Celle du centre, reconnaissable à la forme arrondie de sa coque est un bateau de pêche lourd, appelé hourque. Sur la droite, on remarque un navire avec une poupe richement décorée, il s’agit d’un navire de guerre, portant un drapeau à trois bandes, emblème des royaumes. À la toute gauche, pointé vers l’horizon, se situe un navire marchand. Par ce visuel, l’artiste montre les trois grandes catégories de navires dont disposait la Hollande à la fin du XVIIe siècle, et qui faisaient la renommée du royaume : les marines marchandes, de guerre et de pêche.
Le navire marchand représenté est sans doute représentatif de la Compagnie néerlandaise des Indes orientales.

## Techniques de productions artistiques

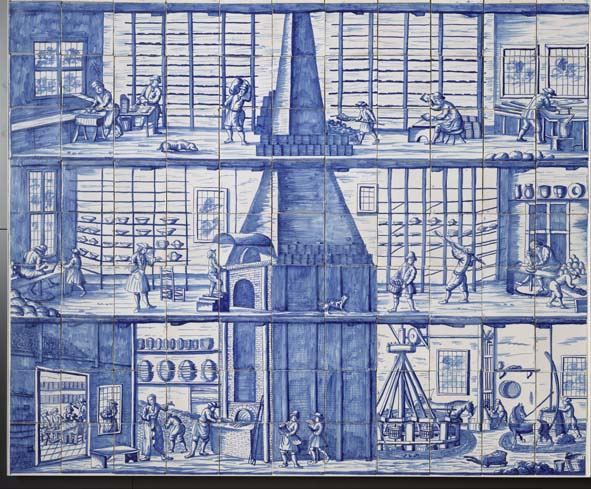
This large panel was made to commemorate the founding of the tile and pottery factory in Bolsward in 1737.

Un artiste faïencier comme Coornelis Boumeester produisait surtout par commandes permettant une production organisée dans une usine située dans le quartier Delftschaart de Rotterdam. En effet, la production compliquée de la Faïence dite bleu de Delft réclamait de complexes installations au sein même de l’usine. De nombreux ouvriers spécialisés étaient employés à des tâches spécifiques. Il faut imaginer une production à la chaîne, avec diverses étapes : 
1. Des mélangeurs de terre (aardetrappers) pétrissaient une terre humidifiée préalablement nettoyée par des ‘laveuses de terre’ (aardewasserijen)
2. Les potiers (draaiers), disposant de roues à potiers, formaient les formes élémentaires de la glaise pétrie précédemment. Ces formes étaient au nombre de trois : grande, ronde ou plate.
3. Les modeleurs (vormers) faisaient de ces formes simples des objets plus complexes comme des bols, des cruches, assiettes ou tableaux décoratifs
4. Les gevers trempaient les objets modelés dans une cuve d’étain liquide, puis les faisaient sécher. Cela avait pour but de remplir les pores de l’argile.
5. Les peintres (schilders) dessinaient les motifs sur une feuille de papier ou sur un carton. Ce papier était ensuite utilisé comme pochoir sur la faïence. On utilisait de la poudre à charbon pour fixer la peinture.
6. Les vloerwerkers couvraient les œuvres finies par une mince couche de glaçure au plomb transparent. Ils étaient aussi chargés de la coupe du bois pour alimenter les fourneaux.

De par l'organisation importante que nécessitent de tels ateliers, ils étaient souvent gérés par un maître d’œuvre appelé meester-plateelbakker.